# Шейнфінкель Мойсей Ейлєвич

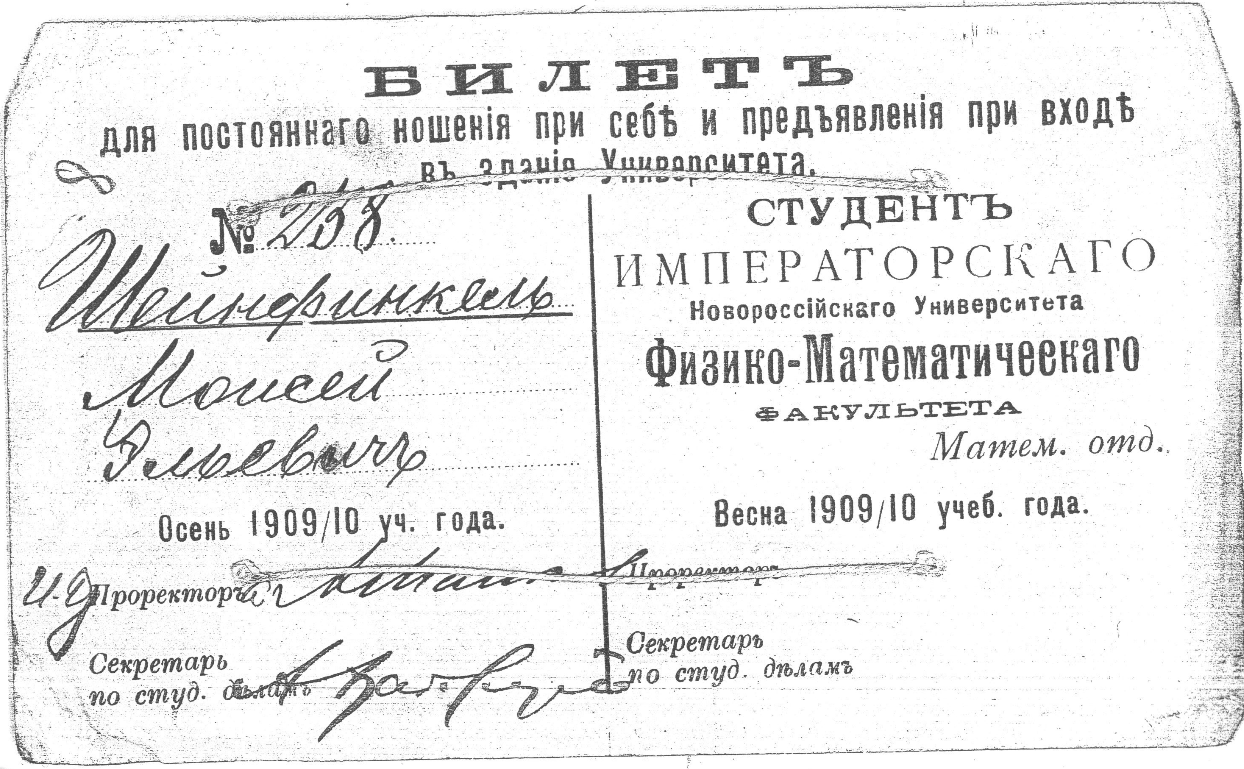
Студентський квиток М. Е. Шейнфінкеля 1910 року.

 Шейнфінкель Мойсей Ейлєвич (Ілліч, Ісаєвич) (нім. Moses Schönfinkel; нар. 4 вересня 1889, Катеринослав, Російська імперія — пом. 1942, Москва, СРСР) — український та радянський логік та математик єврейського походження, відомий як винахідник комбінаторної логіки.

## Життєпис
Мойсей Шейнфінкель народився в Катеринославі в сім'ї купця першої гільдії Іллі Гіршевича Шейнфінкеля, який 22 лютого 1894 року разом з іншим катеринославським купцем Ароном Герцевічем Лур'є заснував торговий будинок «Лур'є та Шейнфінкель», який займався бакалійною торгівлею. Навчався в Новоросійському університеті в Одесі, вивчаючи математику під керівництвом Самуїла Йосиповича Шатуновського (1859—1929), який працював в області геометрії та основ математики. З 1914 по 1924 роки стажувався в Геттінгенському університеті під керівництвом Давида Гільберта. 7 грудня 1920 року, виступаючи перед колегами, виклав концепцію комбінаторної логіки. Його доповідь, опублікована у 1924 році в обробці Генріха Бемана, започаткувала дослідження Каррі і Черча в області основ математики. У 1929 році була опублікована ще одна робота Шейнфінкель, підготовлена до друку Паулем Бернайсом. У ній Шейнфінкель запропонував варіант вирішення проблеми розв'язання для деяких окремих випадків формул вузького числення предикатів, вперше вказав систему аксіом, достатню для виведення всіх тотожно істинних імплікативних формул, відому як клас Бернайса — Шейнфінкеля.
Покинувши Геттінген, Шейнфінкель повернувся в Москву. У 1927 році він був визнаний психічно хворим та поміщений в психіатричну лікарню. Його подальше життя пройшло в злиднях, помер він у Москві, приблизно в 1942 році. Його папери були пущені сусідами на розпалювання вогню.

## Праця
Шейнфінкелем розроблена формальна система, що дозволяє уникати використання пов'язаних змінних. Його система була по суті еквівалентна комбінаторній логіці, заснованої на комбінаторах B, C, I, K та S. Шейнфінкелю вдалося показати, що система може бути скорочена лише до K і S, та викласти доказ того, що такий варіант системи так само повний, як і логіка предикатів..
Його робота також показала, що функції двох або більше аргументів можуть бути замінені функцією яка приймає лише один аргумент. Механізм такої заміни спрощує роботу, як в термінах комбінаторної логіки, так і у лямбда-численні, і пізніше був названий каррінгом, в честь Гаскелла Каррі.

## Публікації
- «Über die Bausteine der mathematischen Logik», Mathematische Annalen 92, pp. 305—316, 1924. Stefan Bauer-Mengelberg переклав цю статтю як «On the building blocks of mathematical logic» у книзі Jean van Heijenoort, 1967. A Source Book in Mathematical Logic, 1879—1931. Кембридж: Harvard University Press, pp. 355–366.
- «Zum Entscheidungsproblem der mathematischen Logik» (з Паулем Бернайсом), Mathematische Annalen 99: 342—372, 1929.